# Бальдасс, Людвиг фон
Людвиг фон Бальдасс (нем. Ludwig von Baldass; 8 февраля 1887, Вена — 20 ноября 1963, Вена) — австрийский историк искусства, профессор, писатель, специалист по истории ранней нидерландской живописи.

## Биография
Бальдасс изучал историю искусства в Граце, Галле, Мюнхене и Вене. После получения в 1911 году докторской степени в Венском университете за диссертацию под руководством Макса Дворжака о портретной живописи эпохи императора Максимилиана работал сначала стажёром, а затем куратором картинной галереи венского Музея истории искусств. С 1926 года читал лекции в Венском университете. В 1934 году получил должность профессора. Монография фон Бальдасса 1942 года о творчестве Хансa Мемлингa сыграла важную роль в переоценке его художественного значения. Другие публикации включают статьи и книги о Яне ван Эйке (1952), Иерониме Босхе (1943), Джорджоне и Альбрехте Альтдорфере.
После аншлюса Австрии с нацистской Германией 1938 года фон Бальдасс придерживался политики нацистов в области искусства. Однако его заявление о вступлении в члены нацистской партии от 24 июня 1938 года, как и второе в 1940 году, было отклонено из-за «грязных сделок с еврейскими торговцами произведениями искусства».
Когда Рейх начал кампанию по разграблению произведений коллекционеров еврейской национальности, Бальдасс, являясь государственным куратором и директором венского Музея истории искусств, проводил нацистскую политику. Вместе с директором проекта «Музея фюрера» Гансом Поссе они отобрали тысячи картин и предметов искусства у еврейских жителей Вены. Члены семьи Ротшильдов, коллекционеры произведений искусства, братья Альфонс Майер (1878—1942) и Луи Ротшильды (1882—1955) пытались бежать из контролируемой нацистами Австрии со своей коллекцией произведений искусства, но Бальдасс не допустил вывоза коллекции из Австрии. В результате большая часть выдающихся произведений искусства перешла в руки нацистского государства. Сокровища были доставлены вo дворец Хофбург, где нацисты собирали конфискованные произведения искусства. Часть картин была отправлена в Музей истории искусств, а часть предметов декоративного искусства, в основном изделия из фарфора, была продана с аукциона в государственном Доротеуме.
Позднее Луи Ротшильд пытался вернуть часть своей коллекции, но фон Бальдасс воспользовался своим влиянием и заключил сделку, которая заключалась в том, что некоторые экспонаты должны остаться на попечении венского Музея истории искусств в обмен на передачу ряда других обратно в семью Ротшильдов. В конце концов Ротшильду пришлось согласиться на эти условия.
После войны Людвиг фон Бальдасс снова взял на себя управление картинной галереей до выхода на пенсию в 1949 году. На заседании 9 февраля 1946 года Министерский комитет по денацификации руководящих органов государственной службы отложил решение по делу Бальдасса из-за «неточных и неполных сведений в его анкете».
Фон Бальдасс прекратил чтение лекций в 1949 году и полностью посвятил себя писательской работе; его самые важные работы были опубликованы после 1952 года. Он был женат на Пауле Вагнер (1899—1974), дочери Отто Вагнера-младшего и внучке архитектора Отто Вагнера.

## Основные публикации
- Художественный кружок императора Максимилиана (Der Künstlerkreis Kaiser Maximilians. Schroll, Wien, 1923)
- Иероним Босх (Hieronymus Bosch. Schroll, Wien 1943)
- Конрад Лаиб и двое Рюландов Фруофа (Conrad Laib und die beiden Rueland Frueauf. Schroll, Wien 1946)
- Ян ван Эйк (Jan van Eyck. Phaidon, Köln 1952)
- Джорджоне (в соавторстве с Г. Хайнцем (Giorgione. Schroll, Wien, München 1964).